# Telefuturo
Telefuturo es un canal de televisión abierta paraguayo de carácter generalista, lanzado el 12 de noviembre de 1997, propiedad del Grupo Vierci fundado por Led Monteiro.

## Historia
El canal fue lanzado al aire el 12 de noviembre de 1997 como un canal de señal de aire, siendo este el tercer canal de la historia de la televisión paraguaya. Con el paso de los años, fue incorporando una red de estaciones retransmisoras para expandir su cobertura al nivel nacional.
Tras los sucesos del Marzo paraguayo, el canal lanzó un matinal el 5 de abril de 1999, Día a Día, con una promo de expectativa, los días anteriores.
A partir del 19 de octubre del 2016, Telefuturo lanzó su propia señal en alta definición (HD) por el canal 18.1 de la TDT para Asunción y el Área Metropolitana.
El 11 de noviembre de 2017, el canal celebró su 20º aniversario durante la emisión de la gala especial de festejo, comenzado con una Alfombra Azul y renovándose dentro de la misma, la imagen corporativa del canal.
El 31 de octubre de 2018, Telefuturo cambió su relación de aspecto de 4:3 a 16:9 durante la Teletón paraguaya.
El 11 de noviembre de 2022, con motivo de sus 25 años, el canal renovó su imagen y artística. Además,  lanzaron su primera estación repetidora en TDT para Ciudad del Este y alrededores.
Telefuturo puso fin a su señal analógica "canal 4 VHF" en la capital Asunción, Gran Asunción y alrededores el 1 de enero del 2025 a las 5:59hs en el marcó del apagón analógico en la televisión de Paraguay, quedando encendida solamente su señal digital en HD canal 18.1 UHF. Fue el último canal junto a sus canales hermanos Latele y Noticias Paraguay en hacer el cese de transmisiones de la señal analógica en Asunción y Gran Asunción, este proceso irá avanzando gradualmente en todo el país y se espero el cese de todas las señales analógicas en el país para el año 2029.

## Controversias
En 2007, el entonces Presidente de Paraguay Nicanor Duarte Frutos atacó a los medios del Grupo Vierci (entre ellos, Telefuturo y Última Hora) con una serie de discursos en jopará. Estos hechos provocaron que Nicanor pierda las elecciones.
Desde 2010, existe un boicot convocado por diversos periodistas y usuarios de redes sociales de ultraderecha, tildándo a Telefuturo de ser telebasura o infobasura por la emisión de sus contenidos estelares. 
Una polémica se desató en octubre de 2017 protagonizada por el abogado Rubén Mazier, de quien se filtró un audio difundido en WhatsApp y en redes sociales en el que amenaza al periodista Luis Bareiro de incendiar el canal con gasolina y «quemar[lo] con todos los degenerados que están ahí adentro». Mazier dijo que «acá lo que se discute es que nos quieran meter en nuestra cabeza que lo que hacen los degenerados está bien», que el canal «se llenó de homosexuales y drogadictos, hace rato lo vengo diciendo» y que «en cualquier momento le vamos a rociar con gasolina a ese maldito canal de la degeneración». Hasta atacó a Antonio José Vierci, el propietario del canal, diciendo que «es el principal contrabandista de esta República, pero que quiere aparecer como un monstruo franciscano o un seminarista». Estas declaraciones ocurrieron en respuesta de que Bareiro, en la emisora de radio Monumental 1080AM donde trabaja, criticase a la Iglesia Católica y a sus representantes, que en Paraguay «la mujer es menor que el hombre» y que no desea para sus hijas «un país donde el sexo determine las oportunidades que tengas» y se declarase a favor de la igualdad de género. Tras la polémica por la difusión del audio, Mazier admitió que era suyo y pidió disculpas.

## Logotipos

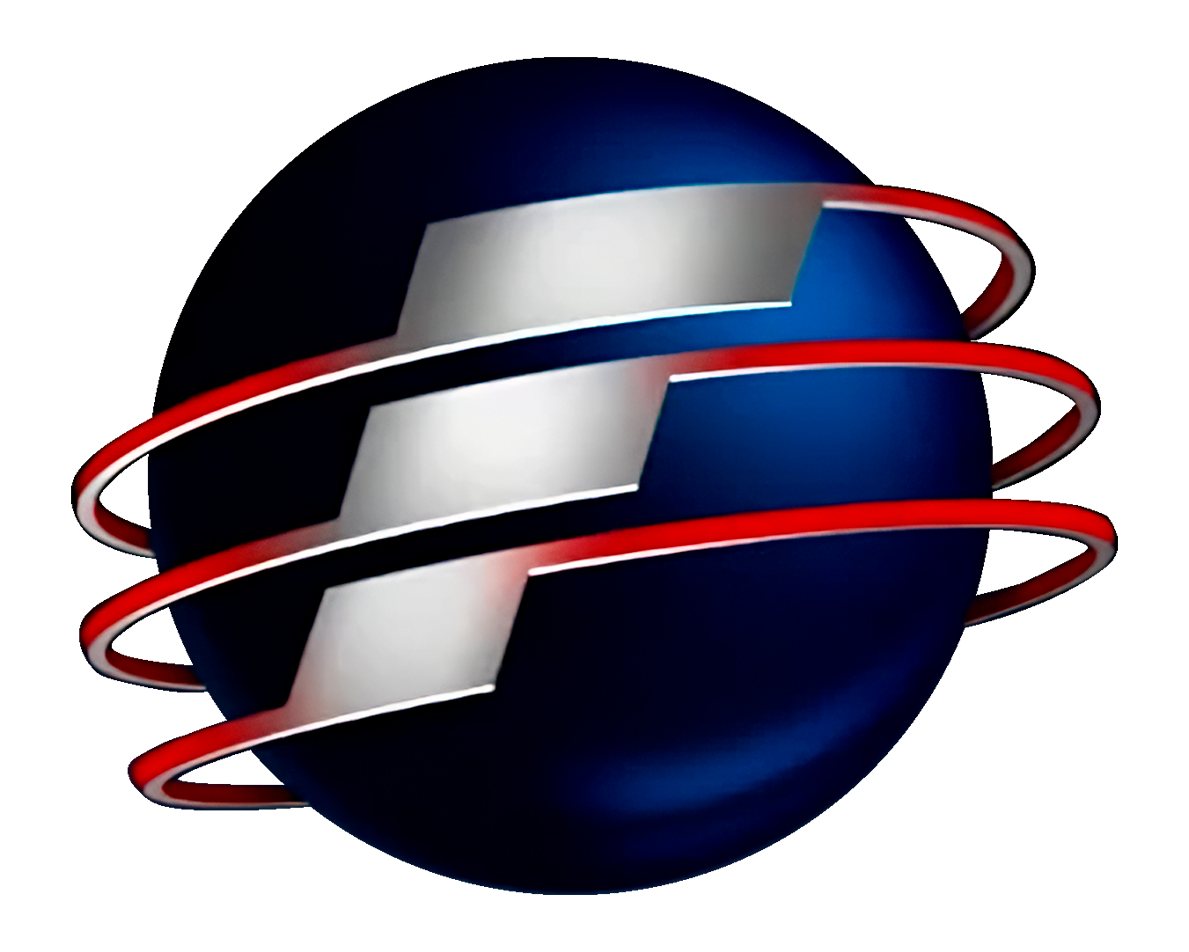
1997-2010
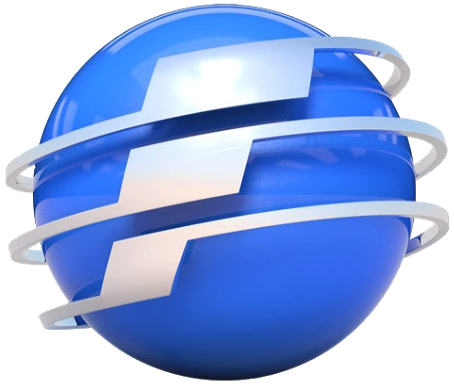
2010-2014
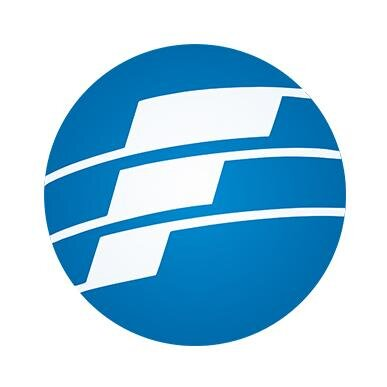
2014-2017
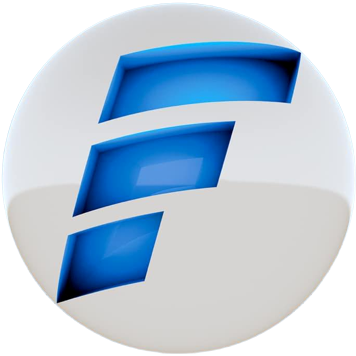
2017-2022
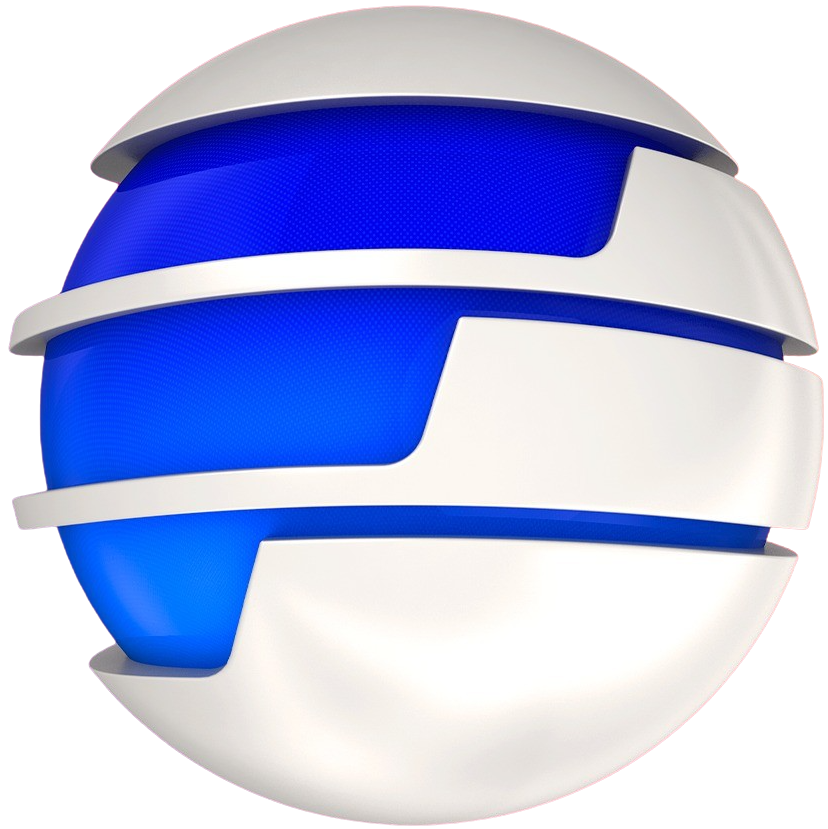
2022-presente